# 托卡里夫卡 (哈爾科夫區)
50°16′54″N 36°14′6″E / 50.28167°N 36.23500°E
托卡里夫卡（烏克蘭語：Токарівка）是位於烏克蘭東部的村莊，由哈爾科夫州哈爾科夫區的德爾哈奇市鎮負責管轄。該村始建於1850年，面積0.4平方公里，海拔高度152米，2001年人口16，人口密度每平方公里40.4人。